# Der Ranger – Paradies Heimat: Wolfsspuren
Wolfsspuren ist ein deutscher Fernsehfilm von Axel Barth aus dem Jahr 2018. Es handelt sich um den Pilotfilm der ARD-Reihe Der Ranger – Paradies Heimat. Die deutsche Erstausstrahlung erfolgte am 23. November 2018 auf dem ARD-Sendeplatz „Endlich Freitag im Ersten“.

## Handlung
Fünf Jahre lang war Jonas Waldek als Ranger in Kanada tätig und ist nun in seine Heimat nach Sachsen zurückgekehrt, um dort im Nationalpark als Ranger zu arbeiten. In seinem Heimatort, der Stadt Wehlen, wohnt er auf einem Hof mit angeschlossenem Sägewerk. Seit dem Tod seines Bruders führen seine Mutter und seine Schwägerin das Sägewerk und verdienen sich damit ihren Lebensunterhalt. Im Bemühen, den Erhalt der einzigartigen Landschaft und Tierwelt im Nationalpark zu sichern, ist sein Job ein ständiger Drahtseilakt zwischen Naturschutz und wirtschaftlichen Interessen, denn vom Tourismus lebt hier die ganze Region. Probleme gibt es insbesondere mit dem Bergbau-Unternehmer Karl Nollau, der obendrein auch noch der Verpächter des von den Waldeks bewohnten Hofes und des von ihnen betriebenen Sägewerks ist. Dieser will sein stillgelegtes Bergwerk in der Schutzzone des Nationalparks wieder in Betrieb nehmen, um Lithium zu fördern und nimmt dabei keine Rücksicht auf Wild und Natur. Unterstützung bekommt Jonas von der Verhaltensbiologin Emilia Graf, die zeitgleich einem Wanderwolf im Nationalpark nachspürt. Die Folgen des Konfliktes mit Nollau bekommt auch die Familie des Rangers zu spüren, da dieser ihnen die Pacht kündigen will, um so deren Existenzgrundlage zu zerstören. Dem entgegen aber steht eine alte Pachturkunde, in der Familie Waldek Hof und Sägewerk übereignet sind – diese ist aber leider seit vielen Jahren nach einem Unfall verschollen. Jonas versucht die Thermoskanne mit dem Pachtvertrag wiederzufinden. Bei der Suche mischt nach einem Tag Nollaus Sohn mit, der die Thermoskanne tatsächlich findet. Er wird jedoch entdeckt und Fühlt sich zu einer halsbrecherischen Kletterpartie genötigt. Er wird von Waldek gerettet, nachdem er den Rucksack mit der Thermoskanne verloren hat. Trotz dieser Rettungsaktion lässt sich Nollau nicht von seinem Plan abbringen. Später findet Jonas Waldek mehr aus Zufall die Kanne am Bach liegen. Er kann nun den Pachtvertrag vorzeigen und so im Sägewerk verbleiben und somit vorerst den Lithium-Abbau verhindern.

## Hintergrund
Wolfsspuren wurde unter dem Arbeitstitel Jonas Waldek – Auf der Jagd vom 29. Mai 2018 bis zum 25. Juli 2018 in der Sächsischen Schweiz und Umgebung gedreht. Produziert wurde der Film von der Neuen deutschen Filmgesellschaft.

## Rezeption

### Einschaltquote
Die Erstausstrahlung am 23. November 2018 im Ersten wurde von 3,93 Millionen Zuschauern gesehen, was einem Marktanteil von 13,1 % entspricht.

### Kritik
Die Kritiker der Fernsehzeitschrift TV Spielfilm zeigten mit dem Daumen nach unten und vergaben für die Spannung einen von drei möglichen Punkten. Das Fazit lautete: „Hier pennt nicht nur der betäubte Wolf ein“.
Tilmann P. Gangloff von Tittelbach.tv vergab dreieinhalb von sechs Sternen und lobte vor allem Philipp Danne und Liza Tschirner, die den Film sehenswert machten.